# Žalgiris Arena

Žalgiris Arena é uma arena multi-uso localizada na cidade de Kaunas, Lituânia de propriedade do município e utilizada entre outras atividades, pelo BC Žalgiris. É considerada a maior arena da Região Báltica